# كهف كرفتو
كهف كرفتو هو من الكهوف الكلسية الإيرانية ذات الأربعة طوابق والتي تكونت خلال عصور متمادية على مر التأريخ حيث يعود هذا الكهف إلى الحقبة الجيولوجية الثالثة، وقد استوطنه البشر في العصور السحيقة مما أدى إلى حدوث تغييرات في تركيبته. يتكون هذا الكهف من صخور مرتبة على أربعة طوابق في قلب الجبل، وقد زاره العديد من الباحثين في علم الآثار والمستشرقين المعروفين ورسموا خريطته الطبيعية، كما أنهم دونوا العديد من البحوث والمقالات حوله نظراً لطبيعته الفريدة من نوعها، والملفت للنظر أنّه يُعَد تحفةً أثريةً إضافةً إلى روعته الطبيعية، فهناك نقوش على بوابته كتبت باللغة الإغريقية ووصِفَ بأنّه معبد الآلهة «هرقلوس». ان كهف كرفتو يُعَد حقاً من أكبر الكهوف الإيرانية الأثرية ومن كهوف إيران الصخرية الفريدة في نوعها كما يمكن اعتباره مثالاً باهراً للهندسة المعمارية في شمال غرب إيران حيث تقع شامخة وملفتة للأنظار في قلب الصخور المرتفعة. يبلغ طول الكهف في امتداده الأصلي 750 متراً تقريباً وفيه العديد من الطرق الفرعية التي تبدو فيها آثار الاستيطان البشري بشكل جلي، حيث شَهِدَت تغييرات تنم عن أنّ الإنسان هو الذي قام بها ولا سيما تلك النقوش الفذة التي رُسِمَت على جدرانه وسقفه، كما هناك بعض الغرف التي حُفِرَت فيه في قديم الأزمنة. ما يمتاز به هذا الكهف عن سائر الكهوف في جمهورية إيران أنّه يضم في مختلف جوانبه فنون معمارية تراثية يعكس كل منها الأذواق البشرية في فترة من الزمن، ويرتفع مدخله عن أرضية الجبل الموجود فيه بمسافة 25 متر وكان الوصول إليه قديماً شاقاً وخطراً لكن السلطات المحلية بادرت إلى تشييد مدرجات آمنة تقود إليه.

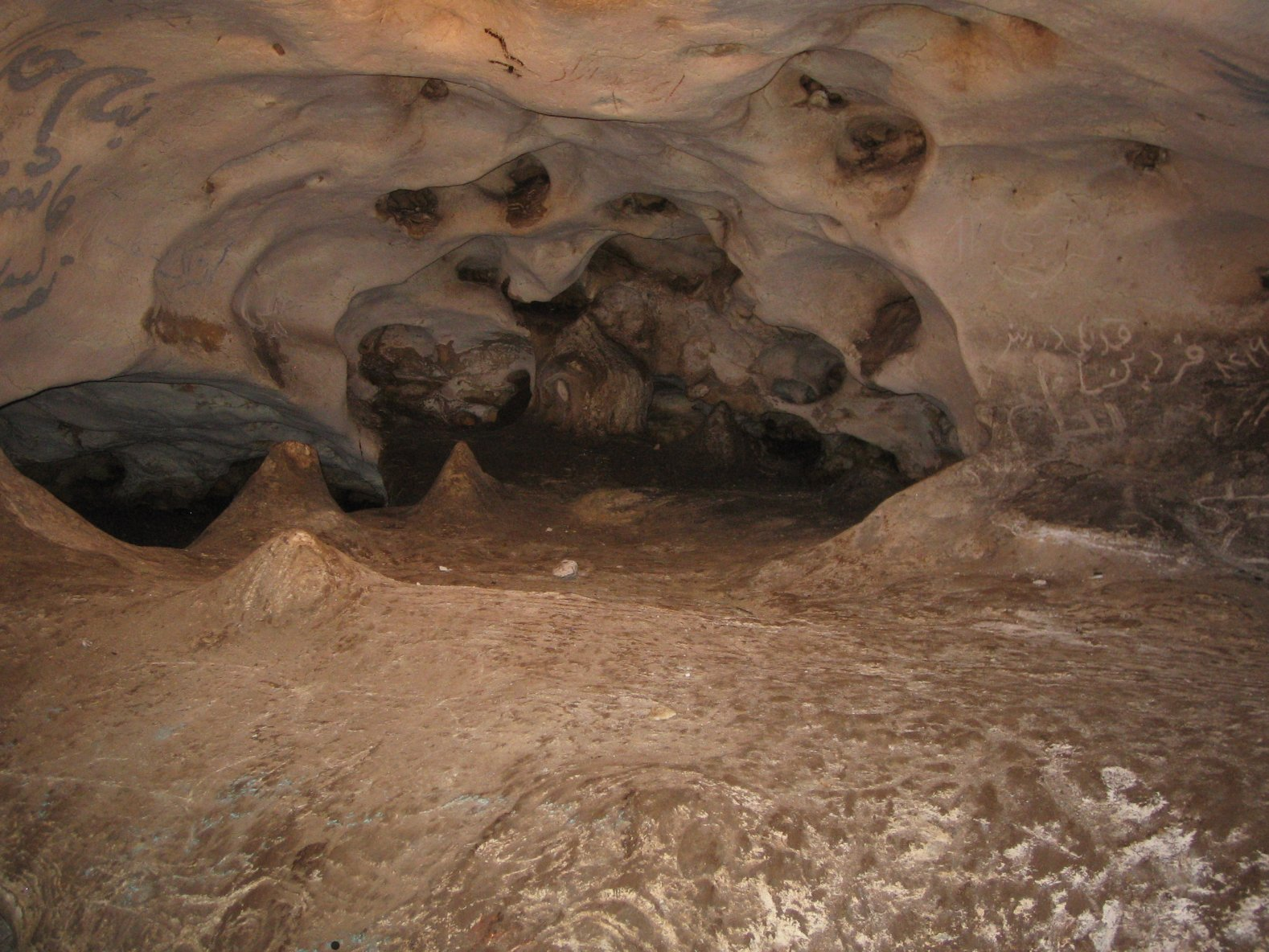
كهف كرفتو في إيران والذي يعود للحقبة الجيولوجية الثالثة

## الموقع
يوجد كهف كرفتو التأريخي في محافظة كردستان غرب إيران فهو يقع بين قريتي "مسعود آباد" و"تركان بلاغ" وإلى الجنوب من قرية "مير سعيد" وغربي قرية "علي آباد" وفي الناحية الشرقية من قرية "يوز باش كندي"، وأقرب طريق يوصل إليه من مدينة ديوان درّه، هو الطريق المتفرع من مفترق "گور بابا علي". وأما أقرب طريق له من مدينة سقّز فهو الطريق المؤدي إلى قرية "مير سعيد"، وأما من مدينة تكاب فيمكن الوصول إليه عن طريق قرية "علي آباد.  

## التكوين
ان كهف كرفتو هو أحد كهوف إيران الجيرية ذات الطوابق المتعددة ويعود تأريخ تكوينها في أحضان الطبيعة إلى الفترة الجيولوجية الثالثة حيث تَعرّض للتغييرات وأُُضيفَت اليه أجواء أخرى على يد الإيرانيون القدماء على أساس الأسلوب المعماري الرائع منها الغرف المتداخلة والأنفاق والممرات وفتحات الإنارة على السقوف وصور منقوشة على الجدران على الاخص في الطابق الثالث، وهذه تجعلها من أكبر كهوف إيران المحفورة يدوياً. الشيء الذي يجعل أفواج السياح يجتذبون إلى المغارة ليس فقط جمالها الطبيعي بل يعود ايضاً إلى كونها ملجأ للإنسان لاقامته أو لعقد الطقوس الدينية ولأهداف أخرى مثل الدفاع منذ فترات قبل التأريخ وفترات تأريخية من الاشكانية والساسانية والفترة الإسلامية. وحسب البحوث والدراسات التأريخية التي أجراها علماء الآثار حول هذا الكهف فقد كان في العصور السحيقة مغموراً تحت المياه ومن ثمّ ظهر بحلة جديدة ليبدو إلى العيان في قلب مرتفعات جبلية.

## الفن المعماري للكهف
في مدخل كهف «كرفتو» يمكن مشاهدة أربعة طوابق، حيث حُفِرت فيه على هيئة بناء يقطنه عدد من العوائل، وتوجد في كل طابق عدة غرف متداخلة فيما بينها وقد حُفِرت فيها نوافذ لدخول الهواء والنور من الخارج، إلى جانب وجود العديد من الممرات الداخلية التي تربط بين كل طابق وبين الغرف الموجودة فيه، لذا فهو يُعتبَر تحفة معمارية فريدة من نوعها جادت بها يد البشر قبل آلاف السنين.

## النقوش القديمة في الكهف
على مر الأزمنة ومع تنوع الساكنين في كهف «كرفتو» نُقِشت في مختلف أجزائه نقوش وصور متنوعة تعكس تلك المرحلة الزمنية التي استوطنها البشر، ففيه نقوش لحيوانات ونباتات إضافةً إلى مكوناته المعمارية الجميلة التي تتمثل في غرفه وممراته ونوافذه المحفورة في الحجر الصلد والتي تم تزيين بعضها بنقوش جميلة.
وقد حُظيَ هذا الكهف بأهمية كبيرة في العهد الإغريقي، ففيه أحجار منقوشة باللغة الإغريقية ذُكِر فيها اسم الآلهة هرقلوس، ومن جملة ما دوِّنَ في الحجر المنقوش في بوابته والذي اندثر جانب كبير من كتابته: (هذه دار هرقلوس، وكل من دخل فيه فهو آمن)، وذهب بعض الباحثين في علم الآثار إلى أنّه استوطِنَ من قِبَل الإغريق بعد عهد الإسكندر المقدوني وفي عهد السلوكيين إبان الفتوحات التي قام بها مهرداد الأشكاني الثاني في النواحي الغربية من إيران القديمة.

## طالع ايضاً
- كهف سهولان المائي
- كهف شابور
- كهف قوري قلعة
- كهف كتله خور
- قائمة كهوف إيران